# Pakkala (Vantaa)
Pakkala  est un quartier du district d'Aviapolis de Vantaa en Finlande,.

## Description
Pakkala est un quartier du centre de Vantaa, au sud de l'aéroport d'Helsinki-Vantaa.
Pakkala est bordé à l'ouest par Ylästö, au nord par Viinikkala et Veromies, à l'est par Koivuhaka et la paroisse rurale d'Helsinki, et au sud par Tammisto.
Le quartier doit son nom au manoir de Backas, sur le territoire duquel il a été construit,.
La zone de Tammisto–Pakkala est devenue un centre commercial régional.
D'autres entreprises s'y sont également implantées.
Les zones résidentielles de Pakkala sont, par ordre chronologique, Veromäki (années 1950-1960), Sandbacka (années 1990), Kartanonkoski (2000-2008) et Pakkalanrinne (vers 2005-).
Ylästöntie est traversé par la route médiévale Turku-Viipuri ou Kuninkaantie.
Le Kehä III passe du côté nord de Pakkala.
L'aéroport d'Helsinki-Vantaa est à 3,5 kilomètres.

## Sites naturels
Les sites naturels les plus importants sont Vantaanjoki et la réserve naturelle de Krakanoja.
À la frontière ouest de Pakkala coule le ruisseau Krakanoja, dont les environs comptent parmi les zones naturelles les plus importantes de Pakkala.
Une réserve de conservation de la nature a été faite pour Krakanoja.
Le Krakanoja est, entre-autres, l'habitat des loutres.
Krakanoja forme une entité écologique avec le Ruutinkoski protégé à Ylästö.
Les plages et les bosquets de Ruutinkoski sont couverts par le programme national de protection des bosquets.

## Galerie

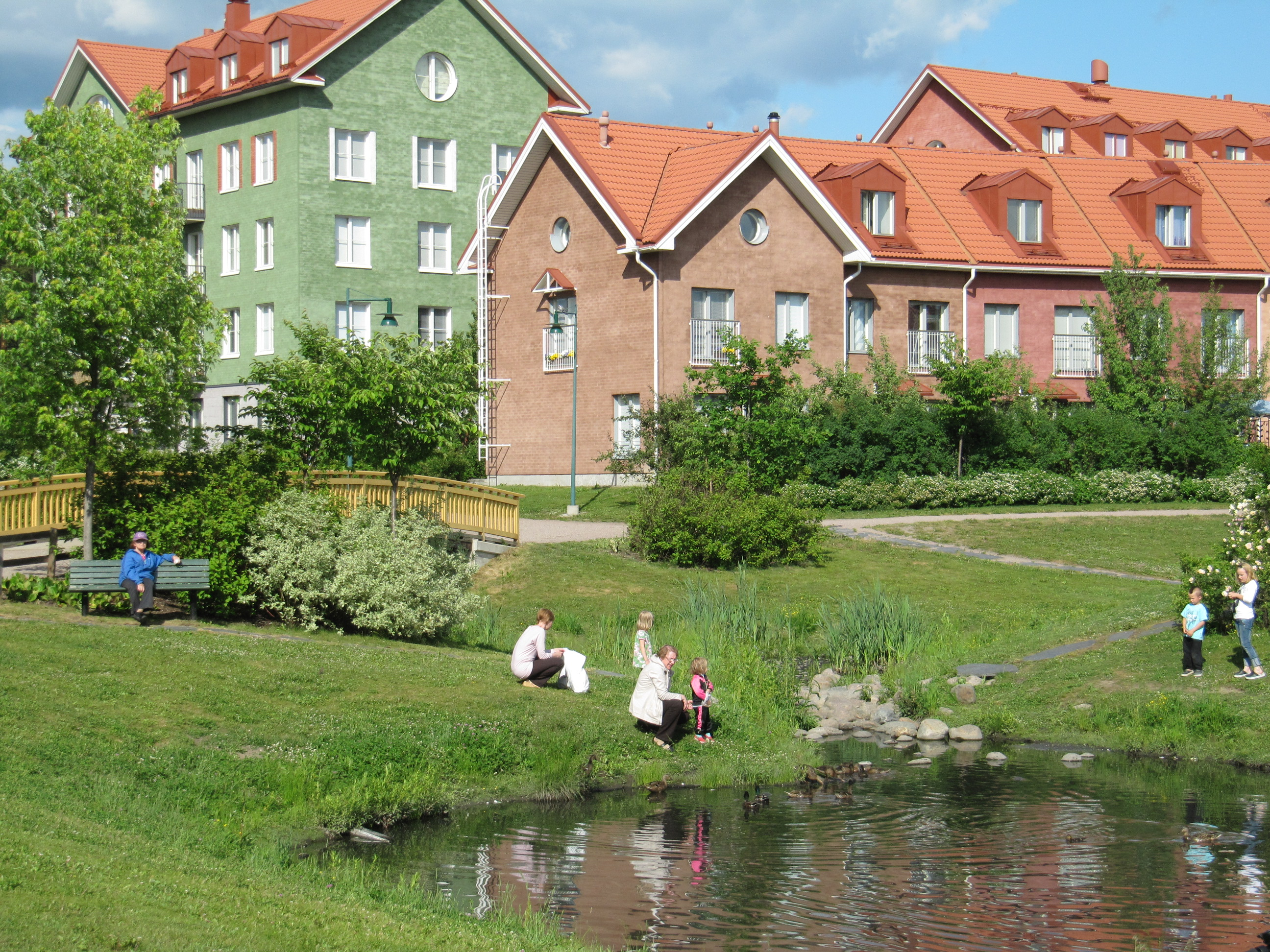
Kartanonkoski.
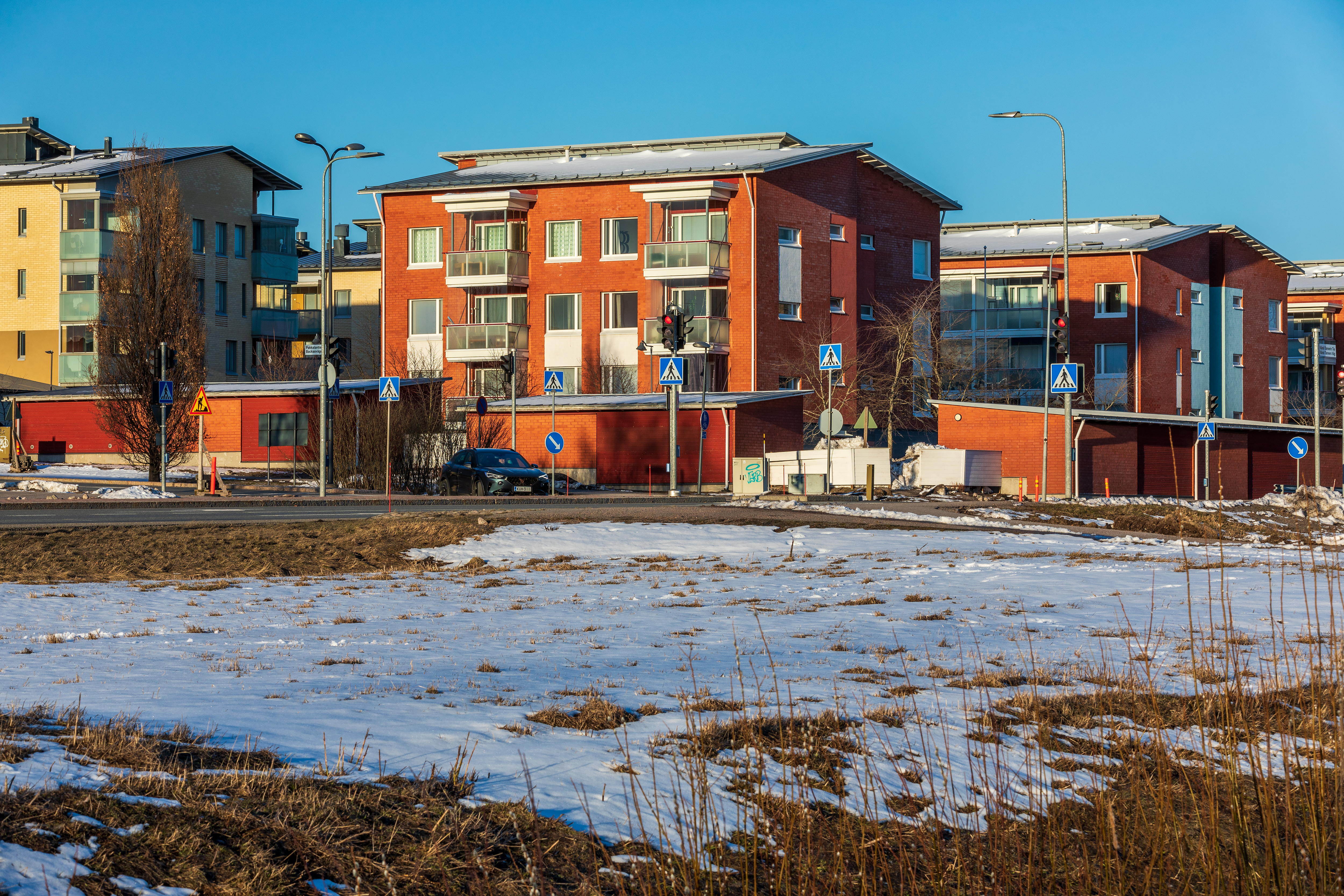
Väinö Tannerin tie.
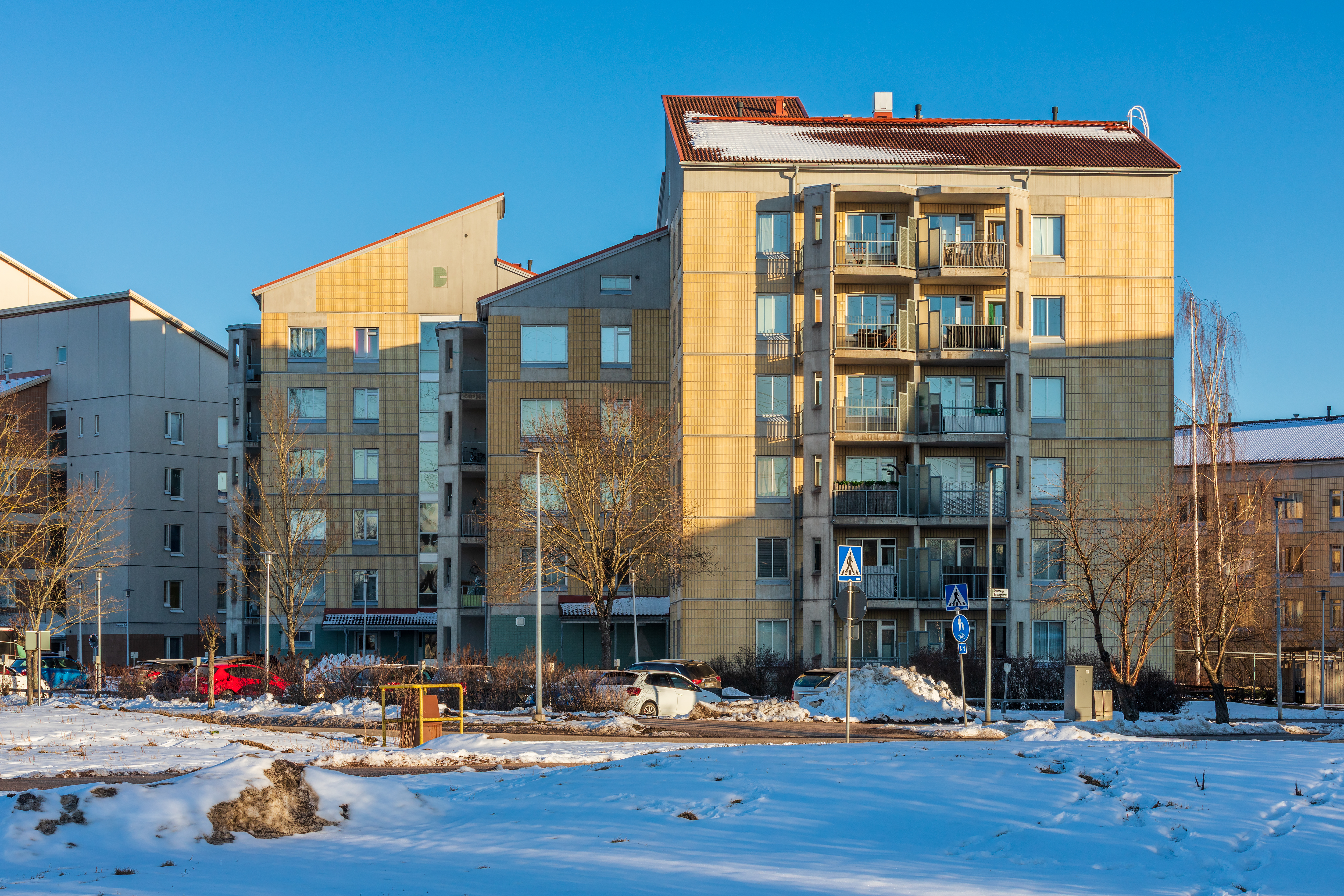
Krakankuja 1
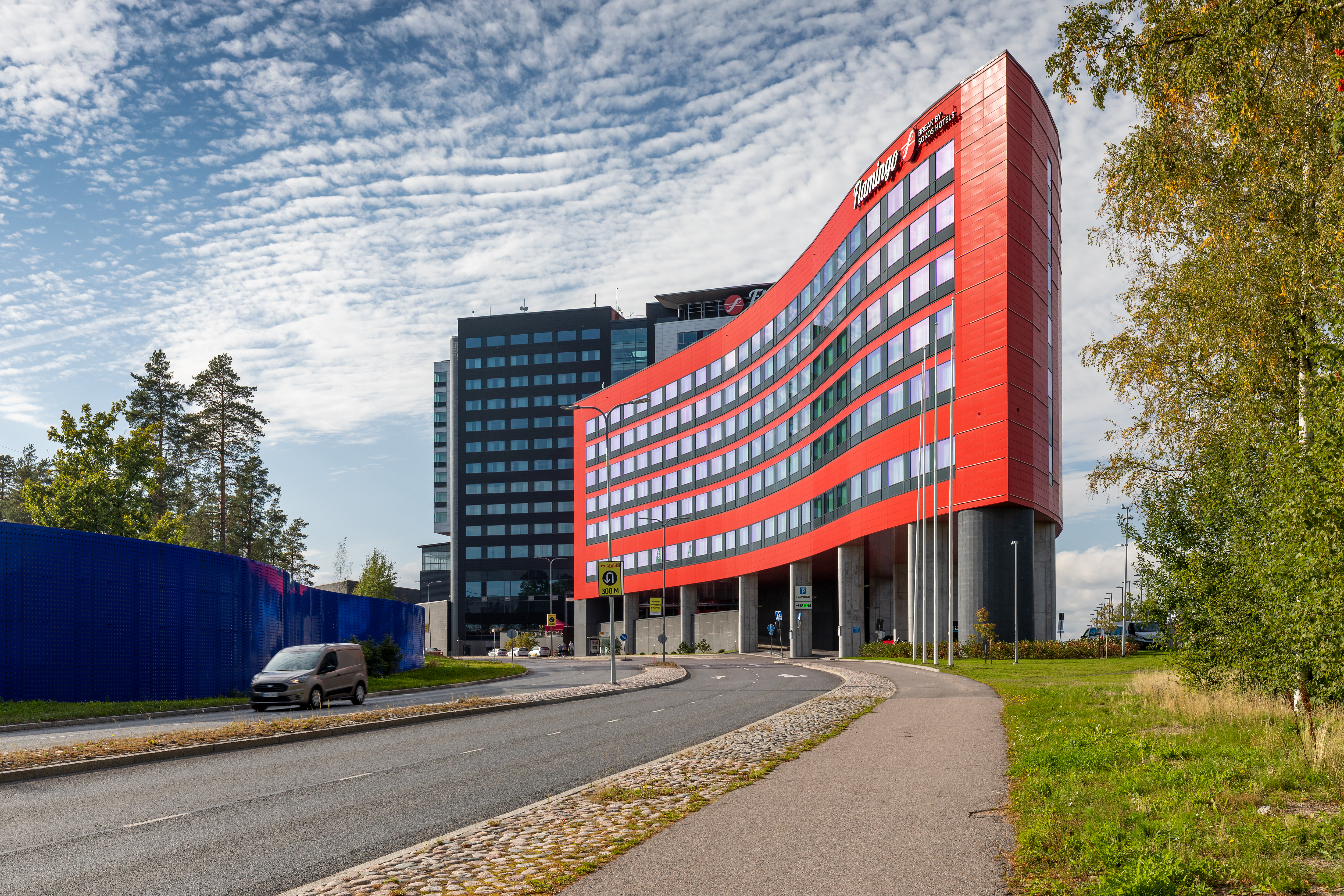
Jumbo.